# Comté de Saline (Nebraska)
Pour les articles homonymes, voir Comté de Saline.
Le comté de Saline est l'un des comtés de l'État du Nebraska. Le chef-lieu de comté se situe à Wilber.

## Comtés adjacents
- Comté de Fillmore (Nebraska),

## Villes
- Crete où se situe le Boswell Observatory à Doane College.